# Nicolas Madsen
Nicolas Martin Hautorp Madsen (født 17. marts 2000) er en dansk professionel fodboldspiller, der spiller som midtbanespiller for championship klubben Queens Park Rangers.

## Klubkarriere

### Tidlige år
Madsen startede med at spille fodbold som treårig i lokalklubben Marienlyst og kom senere til Næsby. I november 2014 blev det bekræftet, at Madsen, der allerede tidligere havde været til prøve i Midtjylland og også Brøndby, ville slutte sig til Midtjylland fra sommeren 2015. På sin 15 års fødselsdag skrev han under på en 3-årig ungdomskontrakt med klubben. I 2017 forlængede han sin kontrakt til sommeren 2019.

### Midtjylland
Den 28. november 2018 fik 18-årige Madsen sin officielle debut for FC Midtjylland. Madsen startede på bænken, men erstattede Mayron George med 14 minutter tilbage mod Dalum IF i Danmarkspokalen. I september 2019 fik han sin danske Superliga- debut mod Lyngby Boldklub.
Den 31. august 2021 blev Madsen udlejet til Eredivisie- klubben SC Heerenveen for sæsonen 2021-22.

### Westerlo
Efter at være vendt tilbage til Midtjylland fra sit lejeophold, blev Madsen solgt til belgisk fodbold; KVC Westerlo bekræftede den 20. juli 2022, at Madsen havde underskrevet en aftale indtil juni 2026.

### Queens Park Rangers
Den 23. august 2024 skrev Madsen under for EFL Championship- klubben Queens Park Rangers for et ikke oplyst gebyr.